# Greenville Swamp Rabbits
A Greenville Swamp Rabbits egy amerikai jégkorongcsapat az maine-i Portlandben. A franchise-ot 1987-ben alapították Johnstown Chiefs néven az All-American Hockey League-ben, majd a következő évben a liga megszűnésével csatlakozott az újonnan létrehozott East Coast Hockey League-hez. A csapat az ECHL-ben játszik, azon belül a keleti főcsoportnak a déli divíziójában. A klub a 13 951 férőhelyes Bon Secours Wellness Arenában játszik. A csapat partnerszerződésben áll a National Hockey League-ben szereplő Los Angeles Kings-zel, illetve az American Hockey League-ben szereplő Ontario Reign-nel.

## Története
A franchise-ot 1987-ben alapították Johnstown Chiefs néven.

### Franchise története
- 1987–2010: Johnstown Chiefs
- 2010–2015: Greenville Road Warriors
- 2015–napjainkig: Greenville Swamp Rabbits

## Helyezések
A csapat eddig a rájátszássorozat első körénél tovább nem jutott.